# سیارک ۴۶۷۱
سیارک ۴۶۷۱ (به انگلیسی: 4671 Drtikol، نامگذاری:1988AK1) چهار هزار و ششصد و هفتاد و یکمین سیارک کشف شده‌است که در ۱۰ ژانویه ۱۹۸۸ کشف شد.
قدر مطلق سیارک برابر ۱۲٫۷۰ است.